# Bitwa pod Wietszycami
Bitwa pod Wietszycami – bitwa stoczona 20 sierpnia 1385 r. w pobliżu osady Wietszyce koło Głogowa pomiędzy wojskami polskimi oraz księstwa głogowskiego.

## Tło
Po śmierci króla Przemysła II w 1296 roku Henryk III głogowski zgodnie z życzeniem Przemysła zajął południowo-zachodnią Wielkopolską z Kościanem i Wschową, ubiegając dążącego do ich przejęcia  Władysława Łokietka. W następnych latach Łokietek podjął próbę odbicia Wschowy, jednak zdobył tylko Kościan i zniszczył umocnienia wzniesione do obrony księstwa głogowskiego przed Polską.
W 1343 roku Kazimierz III Wielki wykorzystał trudną sytuację Henryka V Żelaznego w walkach z Czechami i zdobył Wschowę oraz Ścinawę, w której zburzył mury obronne. Henryk V Żelazny pokonał wojska polskie pod Oleśnicą.
W 1383 roku książę głogowski Henryk VII Rumpold wykorzystał kryzys w Polsce spowodowany bezkrólewiem po śmierci Ludwika I Węgierskiego i wsparty przez wojska księstwa oleśnickiego wyruszył na Wschowę, gdzie jego wojska zostały odparte przez mieszczan i zmuszone do odwrotu, podczas którego złupiono okoliczne wsie.

## Bitwa
Dwa lata później wojska polskie rozpoczęły wyprawę odwetową na Głogów, podczas której nie napotykając większego oporu i grabiąc śląskie wsie, dotarły 20 sierpnia 1385 r. do Wietszyc. Siły obu stron oraz ich straty nie są znane. W starciu wojsko polskie poniosło klęskę i odniosło znaczące straty, co spowodowało paniczną ucieczkę przez Odrę.

## Następstwa
Wojska głogowskie zdobyły na Polakach kosztowności złupione na ziemi księstwa, z których książę Henryk VII Rumpold ufundował w Głogowie kościół św. Jerzego.
W 1391 r. Henryk podjął się nieudanej wyprawy na Polskę.

## Upamiętnienie
W 2010 i 2011 roku na polach pod Wietszycami odbyły się rekonstrukcje bitwy.